# Torre de San Zacarías
La torre de San Zacarías (en italiano, torre di San Zaccaria) es un monumento situado en San Gregorio Magno, en Campania, Italia. Tan sólo queda un paredón en pie.